# Provincia de Pasto (Nariño)
La provincia de Pasto es una de las cinco provincias en que se subdivide el departamento colombiano de Nariño. Está conformada por los siguientes municipios: Buesaco, Chachagüí, Consacá, El Peñol, El Tambo, La Florida, Nariño, Pasto, Sandoná, Tangua, Yacuanquer.